# كريس ستابليتون
كريستوفر ألفين ستابليتون (Cristopher Alvin Stapleton) من مواليد 15 أبريل 1978.هو مغني و كاتب أغاني وعازف غيتار أمريكي.

## روابط خارجية
- كريس ستابليتون على موقع IMDb (الإنجليزية)
- كريس ستابليتون على موقع روتن توميتوز (الإنجليزية)
- كريس ستابليتون على موقع ميوزك برينز (الإنجليزية)
- كريس ستابليتون على موقع أول ميوزيك (الإنجليزية)
- كريس ستابليتون على موقع ديسكوغز (الإنجليزية)
- كريس ستابليتون على موقع قاعدة بيانات الفيلم (الإنجليزية)